# Murkle
Murkle is een dorp ongeveer 2 kilometer ten oosten van Thurso in de Schotse lieutenancy Caithness in het raadsgebied Highland.